# Parque Nacional da Quiçama
Parque Nacional da Quiçama är en nationalpark i Angola. Den ligger i provinsen Bengo, i den nordvästra delen av landet, 110 kilometer sydost om huvudstaden Luanda. Parque Nacional da Quiçama ligger 185 meter över havet.
Terrängen runt Parque Nacional da Quiçama är platt. Runt Parque Nacional da Quiçama är det mycket glesbefolkat, med 7 invånare per kvadratkilometer..
I omgivningarna runt Parque Nacional da Quiçama växer huvudsakligen savannskog.